# Gerhard Gründer
Gerhard Gründer ist ein deutscher Psychiater und Psychotherapeut. Gründer ist Professor an der Universität Heidelberg und leitet seit dem 1. Januar 2018 die Abteilung für Molekulares Neuroimaging am Zentralinstitut für Seelische Gesundheit in Mannheim.

## Lebenslauf
Gerhard Gründer studierte von 1983 bis 1989 Medizin an der Universität zu Köln.
Anschließend arbeitete er – zunächst als Arzt im Praktikum, später als Assistenzarzt/wissenschaftlicher Mitarbeiter – an der Psychiatrischen Klinik der Universität Mainz
Im Jahr 1990 promovierte er an der Universität Heidelberg, danach zog er nach Trier und war dort 1993 und 1994 Assistenzarzt an der Neurologischen Abteilung des Brüderkrankenhauses Trier.
Anschließend kehrte Gründer an die Universität Mainz zurück, 1996 wurde er an der dortigen Universitätsklinik Oberarzt der Psychiatrie und legte daraufhin 2001 die Habilitation ab.
Von 2004 bis 2017 war Gründer als Professor für Experimentelle Neuropsychiatrie an der RWTH Aachen und Stellvertretender Direktor der Klinik für Psychiatrie, Psychotherapie und Psychosomatik am Universitätsklinikum Aachen tätig.

## Veröffentlichungen (Auswahl)
- Gerhard Gründer, Otto Benkert: Handbuch der Psychopharmakotherapie. 2. Auflage. Springer, Berlin 2011, ISBN 978-3-642-19843-4 (Leseprobe in der Google-Buchsuche).
- Gerhard Gründer: Molecular Imaging in the Clinical Neurosciences. (Neuromethods 71, englisch). Humana, 2012, ISBN 978-1-61779-988-4.
- Gerhard Gründer: Psychopharmaka absetzen? Warum, wann und wie? 1. Auflage. Urban & Fischer Verlag / Elsevier GmbH, 2021, ISBN 978-3-437-23585-6.